# NGC 5615
NGC 5615 ist eine Spiralgalaxie vom Hubble-Typ Sa pec? im Sternbild Bärenhüter am Nordsternhimmel. Gemeinsam mit NGC 5613 und NGC 5614 bildet sie das interaktive Trio Arp 178. Halton Arp gliederte seinen Katalog ungewöhnlicher Galaxien nach rein morphologischen Kriterien in Gruppen. Diese Galaxie gehört zu der Klasse Galaxien mit schmalen Gegenarmen.
Die Galaxie wurde am 1. März 1851 vom irischen Astronomen Bindon Blood Stoney entdeckt.

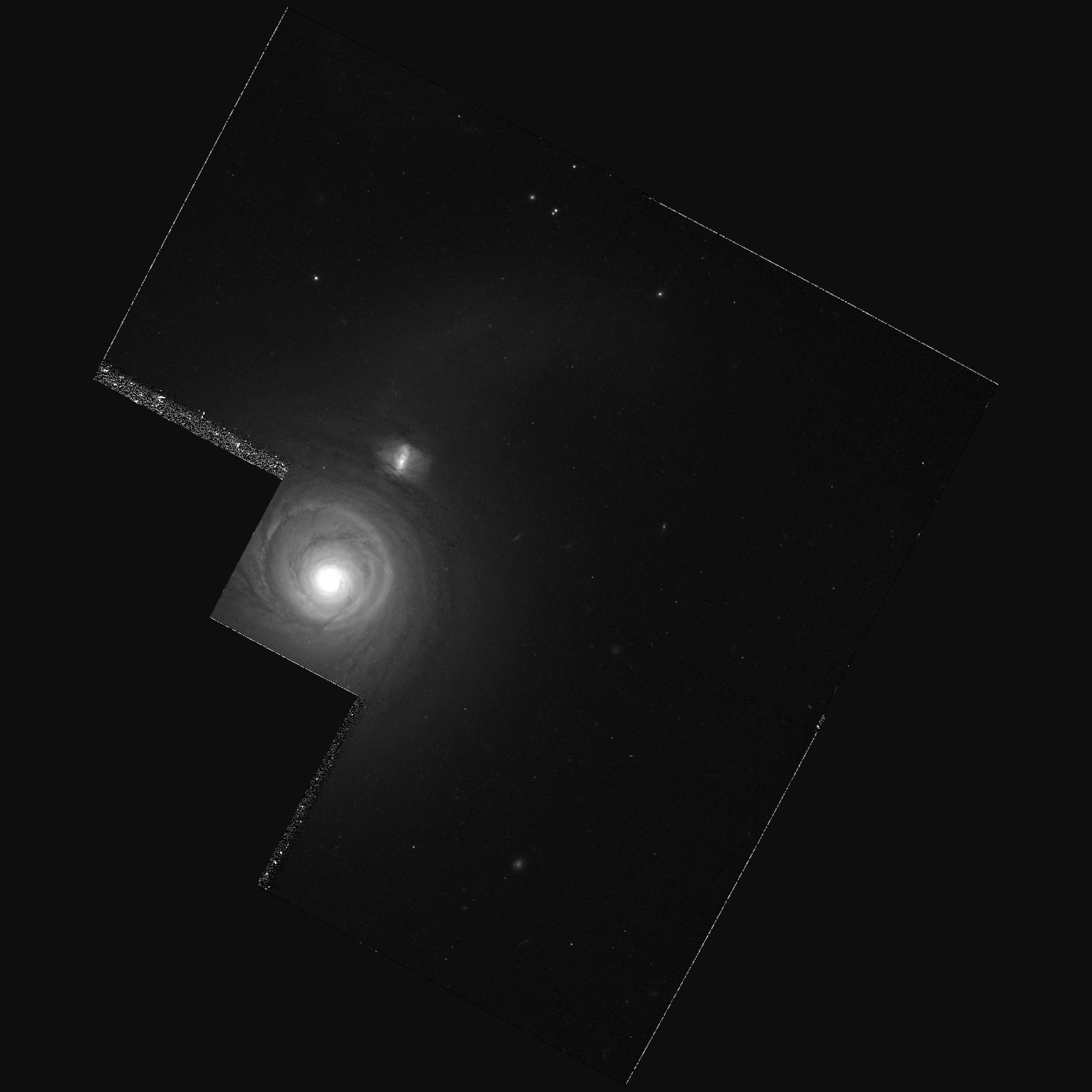
Die Galaxien NGC 5614 und, kleiner NGC 5615 in einer hochaufgelöste Aufnahme des Hubble-Weltraumteleskops